# Diane Elizabeth Holland
Diane Elizabeth Holland (n. 1974 ) es una botánica estadounidense, experta en la identificación de plantas y de partículas del norte de EE. UU., incluyendo plantas ornamentales, y ha trabajado exitosamente con materiales frescos o secos.
- La abreviatura «D.E.Holland» se emplea para indicar a Diane Elizabeth Holland como autoridad en la descripción y clasificación científica de los vegetales.[1]